# Shekerley Mountains

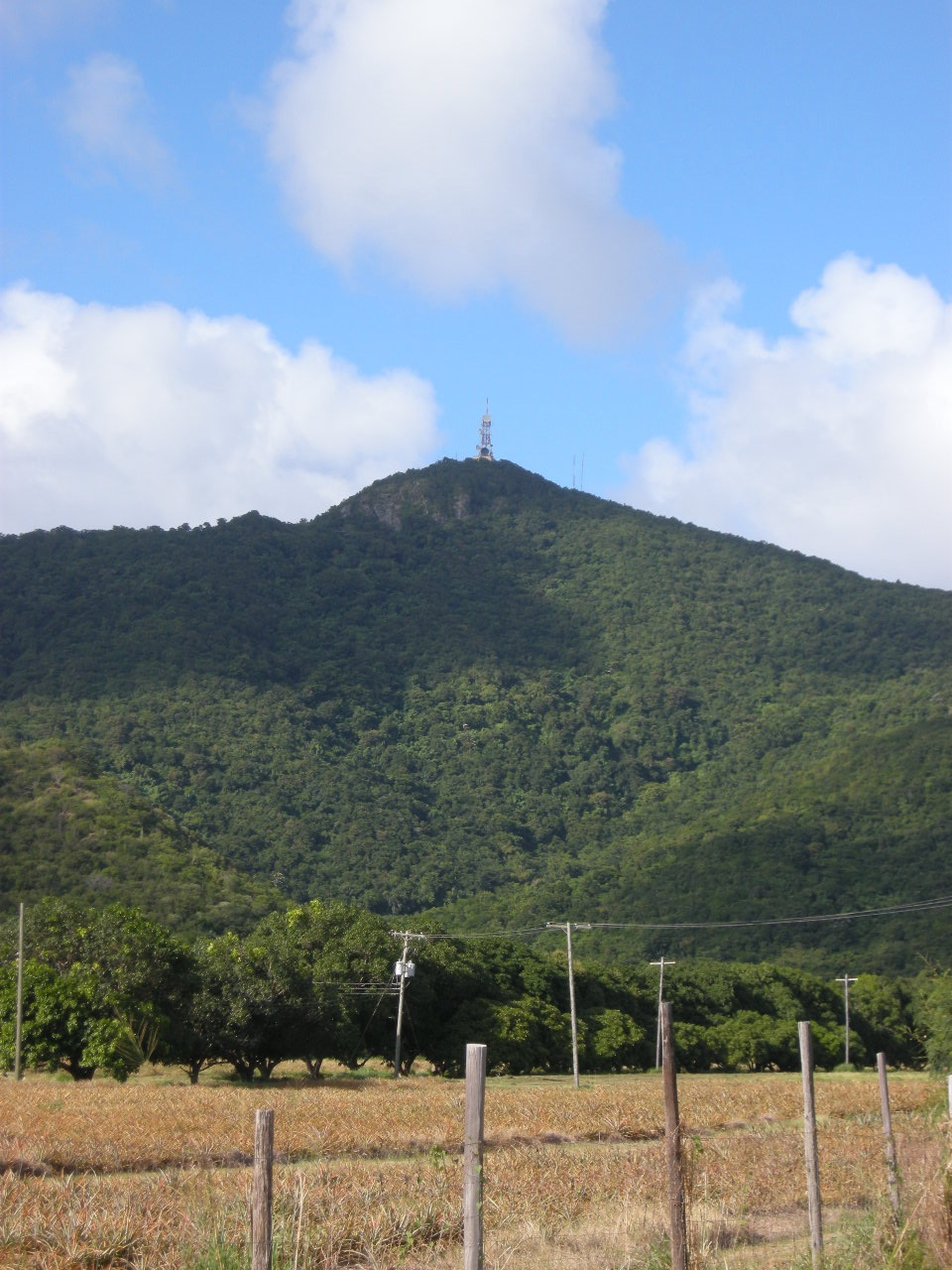
Boggy Peak, najwyższy szczyt Shekerley Mountains

Shekerley Mountains lub Shekerley Hills – pasmo wzgórz na wyspie Antigua.
Zbudowane ze skał wulkanicznych pasmo o długości około 15 km znajduje się w południowo-wschodniej części wyspy. Najwyższe wzniesienia tego to jednocześnie najwyższe punkty na wyspie i w całym kraju - Mount Obama 402 m n.p.m. i Signal Hill 365 m n.p.m. Pierwotnie wzgórza porastały lasy tropikalne, jednak większość z nich została wycięta pod plantacje trzciny cukrowej w XVIII i XIX w.